# Мурочі
Мурочі (рос. Мурочи) — улус Кяхтинського району, Бурятії Росії. Входить до складу Мурочінського сільського поселення.
Населення — 339 осіб (2010 рік).